# フリードリヒ・ヴィルヘルム・ライファイゼン
フリードリヒ・ヴィルヘルム・ライファイゼン（Friedrich Wilhelm Raiffeisen、1818年3月30日 – 1888年3月11日） は、ドイツの市長、信用協同組合の先駆者である。現代のドイツ、オーストリア、ハンガリーなどのヨーロッパ諸国での、組合システムや協同組織金融機関は、地方の信用組合（農業協同組合に近い）の祖であるライファイゼンの名を冠する。

## 生涯
ライファイゼンは、1818年3月30日、ヴェスターヴァルトのジーク河畔のハムに生まれる。9人兄弟の七男であった。父ゴットフリート・フリードリヒ・ライファイゼンは農民であり、一時期ハムの市長をつとめた。その家系の出自は16世紀にシュヴァーベンからフランケンあたりの地方に遡る。その母アマーリエ・クリスティアーネ・ズザンナ・マリア（旧姓：ランツェンデルファー）である。14歳で学校を卒業したあと、17歳で軍に入るまでの3年間、地域の牧師のもとで学んだ。軍歴中、ケルン、コブレンツ、ザインを訪れた。眼病のため、1843年に退役をよぎなくされ、公務員となった。1845年からヴェスターヴァルトのヴァイアーブッシュ、1848年からフランマースフェルトそして、最後に1852年から1865年までヘッデスドルフの市長をつとめた。1863年の流行でかかったチフスの病状の悪化により47歳で職を辞することとなったが、そのチフスの流行で妻が命を落とした。彼のわずかな年金では家族を支えることが出来ず、小さなタバコ工場を始め、後にワインの工場を作った。1867年に、未亡人マリア・パンゼロートと再婚した。12年共に生きたが子供は無かった。ノイヴィートで1888年3月11日、70歳の誕生日を前に生涯を閉じる。

## 業績
ライファイゼンは若きフランマースフェルトの市長のときに、高利貸しに貪られる農民を見て協同組合による自助をという考えに至った。彼は、1864年に最初の協同組合銀行を作り、事実上の農村信用組合の嚆矢となった。
1846年から47年の飢饉の冬の間に貧困世帯のひどい状態を見て、「パン穀物供給協会」“Verein für Selbstbeschaffung von Brod und Früchten” を設立した。個人の寄付の力を借りて小麦粉を持ってきて、自力で立てたパン焼き釜で焼いて貧しい人々に配布した。パン穀物供給協会と同様に1849年にフランマースフェルトに援助団体を設立し、1854年にはヘッデスドルフに慈善団体を設立したが、それらは慈善扶助の原則に基づいた共助組織であった。
小規模な金融機関の間の流動性の平衡を保証するため、1872年には最初の地域系統中央機関「ライン農業協同組合銀行」“Rheinische Landwirtschaftliche Genossenschaftsbank” をノイヴィートに設立している。
1881年には、ノイヴィートに彼の名を冠した現存する出版社を設立し、それは1975年に協同組合出版社“Deutscher Genossenschafts-Verlag”と合併した。

## 哲学
ライファイゼンは依存と貧困には関連があると宣言した。貧困と戦うにはまず依存と戦うべきであるという。この考えから、3つのSの公式を提唱した。自助、自律、自己責任である。元のドイツ語では Selbsthilfe, Selbstverwaltung, Selbstverantwortung である。これを実践に移すことで慈善団体、政治、そして高利貸しからの独立が確立されるとしている。
なお、日本への紹介・影響としては明治期のドイツ留学でその理念に接した農学者、渡部朔によるものが最初であった。

## ライファイゼンの名を冠する組織

多くの国のライファイゼン協同組合銀行で使われるロゴ、切妻屋根に付ける馬の頭を型どった装飾

いくつかの協同組合銀行はライファイゼンの名を冠している
- ライファイゼン中央銀行（英語版）：オーストリアの協同組合銀行で東ヨーロッパで活動している
  - コソボの支店はサッカーリーグライファイゼン・スーペルリーガをスポンサーしている。
- ドイツフォルクスバンク・ライファイゼンバンク全国協会（英語版）：ドイツのライファイゼン協同組合の協会
- スイス ライファイゼン銀行協会(Schweizer Verband der Raiffeisenbanken)：スイスのライファイゼン協同組合銀行(Raiffeisen)の協会
- ライファイゼン ルーマニア：ルーマニアのライファイゼン中央銀行の支店
- ラボバンク：オランダの農協銀行。正式名称：Coöperatieve Centrale Raiffeisen-Boerenleenbank B.A.
- ライファイゼン銀行（英語版）：ルクセンブルク